# نیک آگوستو
نیک آگوستو (به انگلیسی: Nick Augusto) (زاده ۴ اوت ۱۹۸۶ در فورت لادردیل، فلوریدا، ایالات متحده آمریکا) درامر پیشین گروه تریویوم بود. او در ۴ فوریه ۲۰۱۰ جایگزین تراویس اسمیت شد و در سال ۲۰۱۴ گروه را ترک کرد.